# Sympycnus planipes
Sympycnus planipes är en tvåvingeart som beskrevs av Van Duzee 1931. Sympycnus planipes ingår i släktet Sympycnus och familjen styltflugor.
Artens utbredningsområde är Panama. Inga underarter finns listade i Catalogue of Life.